# Bobby Brown (Goes Down)
Bobby Brown Goes Down oder Bobby Brown ist ein 1979 erschienenes Lied von Frank Zappa aus dem Album Sheik Yerbouti. Das Lied hat einen derart anstößigen Text, dass amerikanische Radiostationen sich sofort weigerten, es zu spielen. Der Boykott hinderte tatsächlich das Lied an einem Eintritt in die Charts. In Europa allerdings konnte fast nichts seinen Erfolg bremsen und europäische Radiosender spielten es unbekümmert, da es beim oberflächlichen Zuhören harmlos klingt.

## Inhalt
Der polemische Text handelt von einem wohlhabenden, frauenverachtenden Studenten einer Eliteschule, der Bobby Brown heißt. Er hat einen Ruf als süßester Junge der Stadt, der das Urbild des amerikanischen Traums lebt, bis zu einem Erlebnis mit einer frauenbewegten Lesbe (dyke). Daraufhin entdeckt er seine Homosexualität und Vorliebe für Sadomasochismus und Urophilie. Am Ende bezeichnet er sich als sexuellen Spastiker (sexual spastic).
Im Text werden Schimpfwörter und später als politisch inkorrekt aufgefasste Begriffe wie „dyke“, „son of a bitch“, „homo“ (Lesbe, Hurensohn, Homosexueller) verwendet und offen oder hinter speziellen Begriffen und Wortspielen sexuelle Handlungen und Körperteile beschrieben: Hodenquetschen, Schwanz, vorzeitiger Samenerguss, Dildostuhl (the tower of power), Analpenetration, Pissspiele, Anus oder Arsch (heinie) sowie Fellatio. Auch das Vorhaben einer Vergewaltigung kommt im Text vor.

## Rezeption

### Charts und Chartplatzierungen
Bobby Brown erreichte in Deutschland Position vier der Singlecharts und konnte sich 15 Wochen in den Top 10 sowie 50 Wochen in den Charts halten. In Österreich erreichte die Single zunächst mit Position acht ihre höchste Chartnotierung. Eine Neuauflage im Jahr 1991 erreichte sogar Position zwei und musste sich lediglich dem Shoop Shoop Song (It’s In His Kiss) von Cher und Wind of Change von den Scorpions geschlagen geben. Bobby Brown verbrachte insgesamt 22 Wochen in den österreichischen Top 10 und 31 Wochen in den Charts. In der Schweiz erreichte die Single ebenfalls mit Position fünf die Top 10 und hielt sich acht Wochen in ebendiesen sowie 24 Wochen in der Hitparade. Im Vereinigten Königreich und den Vereinigten Staaten verfehlte Bobby Brown die offiziellen Singlecharts. Des Weiteren erreichte die Single die Spitzenposition in Norwegen und Schweden. 1980 platzierte sich die Single auf Position acht der deutschen Single-Jahrescharts; 1991 auf Position sieben in Österreich.
| ChartsChartplatzierungen | Höchstplatzierung | Wochen |
| ------------------------ | ----------------- | ------ |
| Deutschland (GfK)        | 4 (50 Wo.)        | 50     |
| Österreich (Ö3)          | 2 (31 Wo.)        | 31     |
| Schweiz (IFPI)           | 5 (24 Wo.)        | 24     |

| ChartsJahrescharts (1980) | Platzierung |
| ------------------------- | ----------- |
| Deutschland (GfK)         | 8           |

| ChartsJahrescharts (1991) | Platzierung |
| ------------------------- | ----------- |
| Österreich (Ö3)           | 7           |

### Auszeichnungen für Musikverkäufe
Am 22. November 1991 wurde Bobby Brown in Österreich mit einer Goldenen Schallplatte für über 25.000 verkaufte Einheiten ausgezeichnet.
| Land/Region       | Auszeichnungen für Musikverkäufe (Land/Region, Auszeichnung, Verkäufe) | Verkäufe |
| ----------------- | ---------------------------------------------------------------------- | -------- |
| Österreich (IFPI) | Gold                                                                   | 25.000   |
| Insgesamt         | 1× Gold ·                                                              | 25.000   |